# Kartarpur (Pakistan)
Pour les articles homonymes, voir Kartarpur.

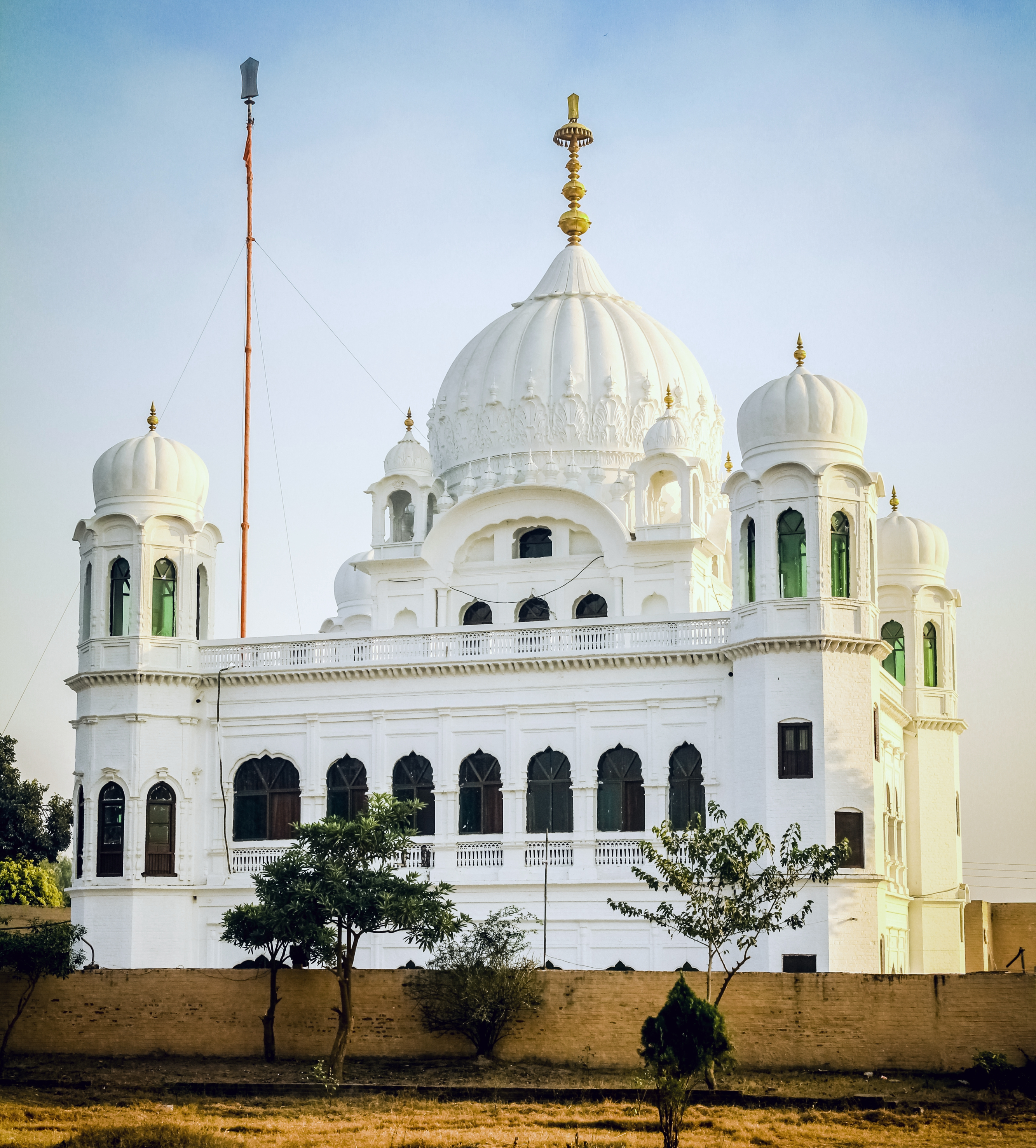
Gurudwara ou Temple dédié à Guru Nanak, dans le Kartarpur du Pakistan. Il est supposé être bâti sur le lieu de décès du gourou.

Kartarpur, « ville du Créateur » en punjabi (ourdou : کرتارپور ; pendjabi : ਕਰਤਾਰਪੁਰ), est un bourg fondé par Guru Nanak, sur la rive droite du fleuve Ravi dans l'actuel Pakistan, dans le district de Narowal au Pendjab. C'est là que le gourou s'est installé avec sa famille après avoir passé vingt ans à voyager partout dans le monde de l'est du Sri Lanka au Tibet et de la Birmanie à la Mecque pour prêcher les paroles de Dieu, Waheguru. C'est à ce Kartarpur, au Pakistan que Guru Nanak est mort.
Un autre Kartarpur se trouve au Pendjab, en Inde dans le district de Jalandhar. 
Kartarpur est à une distance de 4,7 kilomètres de la frontière indo-pakistanaise, et proche de la ville indienne de Dera Baba Nanak, située dans le district de Gurdaspur. Avec cette dernière, Kartarpur bénéficie depuis 2019 du corridor de Kartarpur, un dispositif permettant le franchissement de la frontière et la visite libre du sanctuaire pour les citoyens indiens et les titulaires d'une carte d'identité OCI.